# Поромів
Поро́мів — село в Україні, у Володимирському районі Волинської області. Населення становить 839 осіб. Центр Поромівської сільської громади.

## Географія
Село Поромів розташоване за 30 км від колишнього районного центру і залізничної станції Іваничі.

## Історія

### До Першої світової війни
Історія села губиться в часі. Проте серед горбистої місцевості і повноводної у далекому минулому притоки Західного Бугу перші поселенці з'явилися ще за часів бронзової доби. Це підтверджують археологічні пам'ятки, які були знайдені під час розкопок Олександром Цинкаловським у 1932 році урочища Селниця. Назва населеного пункту протягом його існування не змінювалася. За словами старожилів села раніше Поромів було оточено з усіх сторін лісом, крім південної. На сході села було озеро Мочули, утворене зі стічної води (залишки озера є і сьогодні). У центрі села теж було озерце із джерельною водою, з якого витікала річка через Селницю в Буг. На цій водоймі стояв пором, і можливо, від нього походить назва села.
Перша писемна згадка датується 1552 роком. Роль літописця села виконувала церква. Перша богомольня тут постала у XVI столітті. Вона не дійшла до нашого часу. Відомостей про цей храм майже не має, але місце залишилось тим самим для наступної святині, Свято-Покровської церкви, що вже 260 років служить прихожанам. На цьому ж місті 20 червня 1750 року дворянин Пражмовський звів храм селянам, який має вигляд корабля, вміщує до 400 душ і названий в честь Святої Покрови. Це найдавніша архітектурна споруда в селі. Вона належить до архітектурних пам'яток України і охороняється законом. В самому храмі ще до 1914 року зберігалися цінні старі ікони і рукописи. За час свого існування двері святині були зачинені тільки з лютого 1940 року до червня 1941 року.
За даними 1845 року, коли село належало Ксаверію Пражмовському, тут було 43 двори та 350 жителів. Наприкінці XIX століття село нараховувало 72 двори, 577 жителів, а в 1906 році — 103 двори, 608 жителів.
В результаті Третього поділу Польщі село відійшло до Російської імперії і підпорядковувалось Хотячівській волості Володимир — Волинського повіту. В цей час, у 1881 році засновується однокласне училище. Цей навчальний заклад був розміщений на громадських землях розміром в одну десятину і збудований на кошти селян. Матеріальна база училища досить бідна. Всього нараховувалось 14 видів підручників, 28 книг для вчителів, 594 книги для позакласного читання. На утримання училища використовувалось 667 карбованців. Навчання велося російською мовою.
Однокласне народне училище розташовувалось на землях громади в дерев'яному будинку під солом'яним дахом, побудованому за кошти селян Хотячіської волості. Селяни зібрали на будівництво приміщення 3 тисячі рублів. Навчання дітей було безкоштовним.
На січень 1895 року тут навчалось 56 учнів, з них 8 дівчат і 48 хлопців. Це були діти переважно селянських сімей і лише 4 учні з сім'ї духовенства. Навчання в училищі проводилося російською мовою. Кожного дня ходили діти на навчання з Цуцнова, Бортнова, Бужанки і Дорогинич.
Навчання починалося з 15 вересня і тривало до 1 травня. Переважна більшість учнів були діти від 7 до 13 років. В училищі викладались такі предмети: арифметика. Російська граматика і читання, закон Божий, співи, гімнастика. Учні отримували підручники і навчальні посібники безплатно від комітету грамотності і товариства громади.
Дітей навчало два учителя. Олексій Терешкевич з 28 річним педагогічним стажем і Торчило Данило, який мав 2 роки педагогічного стажу та законовчитель отець Микола.
Деякі з учнів, що закінчували курс навчання в училищі поступали в інші навчальні заклади: фельдшерську школу, учительську семінарію. З 20 випускників училища за останні три роки продовжило вчитись в середніх навчальних закладах 4 учнів.

### Перша світова війна
Перша світова війна лягла тяжким тягарем на плечі селян. Вони були втягнуті в кровопролитну братовбивчу війну. З відходом російської армії 47 сімей було евакуйовано в Катеринославську губернію. Залишені домівки були зруйновані. Австрійська армія встановлювала свої порядки. Оскільки для потреб армії необхідним був метал, то вирішили переплавити церковні дзвони. Церковний староста Лялько Варфоломій разом з кількома прихожанами сховали дзвони на кладовищі, за що поплатились життям. Після війни із 124 дворів залишилось лише 59. В ході війни було знищено майно жителів, а також кожен другий помер від черевного тифу. За свідченнями Павчука Якима, у його сім'ї від тифу померло 5 чоловік.
Перша світова війна скалічила долі багатьох сімей жителів села.
В результаті війни між Польщею і Радянською Росією, за Ризьким мирним договором, Поромів відходить до Польщі і перебуватиме в її складі до 1939 року.
До вересня 1939 року село було підпорядковано гміні Хотячів Володимирського повіту, Волинського воєводства. Польська влада впроваджує в селі з 1928 року хутірську систему. Крім пана Мосціцького, брата президента Польщі, який тут господарював (1650 га), були і середняки, які мали до 100 га землі із виділених на село 1250.
В польський період продовжувала функціонувати школа, навчання в якій велося польською мовою. Вчителювали Микола Шеметіло, Яків Тудорович, Гірич Марія, Пелішенко Ганна, дружина місцевого власника сільської крамниці.
В селі в 1930-х роках діяла «Просвіта», якою керував Пелішенко. У його стодолі ставились українські вистави, співались українські пісні, читались вірші Шевченка.
Радянська влада була встановлена у вересні 1939 року. 1940 року створено колгосп «Перемога», що об'єднав 27 селянських господарств. З приходом нової влади життя поромівчан не покращилось. Дедалі трудніше було купити товари в склепі(крамниці). Нова влада на це казала: «Як тільки прокладуть залізниці, всі склепи будуть заповнені». В 1940 будується лінія прикордонних бойових укріплень і тому згідно з наказом селяни разом з мешканцями навколишніх сіл копали протитанковий рів 5 м шириною і 3 м глибиною. Кожному давали норму, яку потрібно було виконати. А потім будували вузькоколійку, робили стіни у рові, щоб земля не осипалась.

### Німецько-радянська війна
Німецько-радянська війна почалася для поромівчан з її першого дня. Нова влада вимагала поставок («контингенту»), а також робочої сили. Під німецькою окупацією село пробуло до липня 1944 року. Після вигнання нацистів проводиться мобілізація до лав радянської армії.
Люди працювали задарма, ще й на власний харчах. 1944 року в селі стояли власівці. Співали «Гулял по Уралу Чапаєв — герой», як згадують старожили. Проходив населеним пунктом й обоз повстанців (дорогою на Лудин), назавжди лишивши біля церкви полеглих солдат. 7 квітня 2001 року місце останнього спочинку вояків УПА було освячено. Про героїзм вояків розповідали М.Лаврентій, С.Каліщук і місцеві старожили, які згадали цей трагічний останній день 1943 року: «Хлопці з піснями рушили на підмогу, а наступного дня через Поромів поверталися назад, втративши побратимів. Після того як сільські жінки обмили, переодягли два тіла, під вечір їх похоронили, як належить, зі священником. Солдати закарбували пам'ять про сотенного „Друка“ і постового „Волошку“ залпами з рушниць». 20 липня радянські війська звільнили село від нацистів. 59 поромівчан не повернулися з фронтів війни. 56 фронтовиків нагороджено орденами й медалями.

### Повоєнний період
У 1945 році була відкрита початкова школа, директором якої була Пашківська Марія Степанівна. Початкова школа діяла в простій селянській хаті. У тому ж році почалось будівництво школи, яку збудували з глини і дерева. У 1946 році була відкрита школа із семирічним навчанням, а в 1949 році — середня. В 1958 році вона стала політехнічною з виробничим навчанням. При середній школі діла вечірня, а з 1964 року — заочна школа. Очолювали Поромівську школу О. Ю. Глозман, В. О. Терещенко, Ф. П. Рябченюк, О. Х. Коновал, Г. С. Стульська, П. П. Приходько, А. Г. Косинська, Р. М. Воробей, Г. М. Ковальчук, Л. В. Дика. 1974 р. — побудована нова двоповерхова школа. Школа дала путівку в життя поетам, письменникам, краєзнавцям: Олегу Потураю, Олександру Бобаку, Івану Пуклі, художнику — Михайлу Гаху.
В 1947 році знову створюється колгосп імені 11 з'їзду ВЛКСМ, головою якого був Чолак М. О. 8 лютого 1951 року відбувається об'єднання колгоспів імені Андреєва (с. Млинище), 8 березня (с. Цуцнів), «Комсомолець» (с. Лежниця), колгосп імені Рокоссовського (с. Михалє), колгосп імені 11 з'їзду ВЛКСМ в один колгосп імені Ілліча з центральною садибою в селі Поромів. Колгосп був одним з передових у районі.
Створення колгоспів супроводжується боротьбою з «куркульством». Селянські сім'ї з середнім достатком (у кого хата під бляхою), які не вступали до колгоспу, вважалися «ворогами». Їх виселяли до Сибіру, конфісковуючи майно. Так були репресовані сім'ї Манойлів, Бабійчуків, Ляльків, що реабілітовані у 1990-х роках.
У будинку Григорія Манойла розмістилася перша колгоспна контора. Про колишнє обійстя нагадує погріб, що зберігся до наших днів. Як учасник ВДНГ в Москві, він нагороджений Дипломом Всесоюзної виставки, автомашиною «Победа».
В Поромові було побудовано чи не найкращий у районі свинокомплекс (до 9 тисяч свиней). Також діяли млин, олійниця, пилорама, машино-тракторний парк.
Колгосп імені Ілліча мав 3812 га землі, у тому числі 2613 орної. Основні галузі спеціалізації — вирощування зернових, цукрового буряка. Допоміжними галузями були садівництво, бджільництво, птахівництво. За успіхи в колгоспному виробництві 25 чоловік нагороджено орденами і медалями.
Колгосп імені Ілліча проіснував до 1992 року. Вчорашні колгоспники здебільшого стали сьогоднішніми фермерами. Як і передбачалося, поромівчани першими перейняли нові умови господарювання. Серед них династії: В. Г. Ліпейко, А. І. Ліпейко, В. С. Чугай, С. Д. Павчук, М. О. Гуліта, М.М Федчук, В. Є. Жигалюк.
В 1967 році було споруджено в селі Палац культури імені І. О. Степанюка - радянського українського поета, уродженця с. Петрово. Через недбалість місцевого керівництва двоповерхова споруда стала звалищем у центрі села.
В 1960-х роках збудовано в Поромові нову лікарню на 35 ліжок з оснащеною поліклінікою (діяла до 1998 року), була аптека.

### Період Незалежності
Сьогодні тут функціонує лише лікарська амбулаторія. В селі є два магазини, кафе. Свої послуги надає сільчанам поштове відділення.
Усі хати в селі газифіковані.
Є у селі Євангельські Християни Баптисти (налічується близько 100 членів), що мають свій молитовний будинок.
Зараз у селі є такі вулиці: М.Тимовського, Колгоспна, Прикордонна, Центральна, Польова, Садова.
12 червня 2020 року, відповідно до розпорядження Кабінету Міністрів України № 708-р «Про визначення адміністративних центрів та затвердження територій територіальних громад Волинської області», увійшло до складу Поромівської сільської територіальної громади.
19 липня 2020 року, в результаті адміністративно-територіальної реформи та ліквідації  Іваничівського району, село увійшло до новоутвореного Володимир-Волинського району (від 18 липня 2022 Володимирського).

## Населення
Згідно з переписом УРСР 1989 року чисельність наявного населення села становила 837 осіб, з яких 407 чоловіків та 430 жінок.
За переписом населення України 2001 року в селі мешкало 836 осіб.

### Мова
Розподіл населення за рідною мовою за даними перепису 2001 року:
| Мова       | Відсоток |
| ---------- | -------- |
| українська | 99,17 %  |
| російська  | 0,72 %   |
| білоруська | 0,12 %   |

## Пам'ятки
На захід від села знаходиться загальнозоологічний заказник місцевого значення Прибужжя.

## Відомі люди
- Пилишенко Володимир Васильович — архітектор, професор.
- Вах Степан Пантелеймонович (1932—2006) — російський оперний співак українського походження.